# Haiyore! Nyaruko-san
Haiyore! Nyaruko-san (這いよれ! ニャル子さん) là một sê-ri light novel Nhật Bản do Manta Aisora sáng tác và Koin minh họa. Nó lấy cảm hứng từ Cthulhu Mythos của H. P. Lovecraft. Bảy bản đã được Soft Bank Creative ấn hành. Một OVA dạng flash do DLE phát hành vào giữa tháng 10 năm 2009 và tháng 3 năm 2010 dưới tựa đề Haiyoru! Nyaruani. Một anime flash truyền hình do DLE phát hành, Haiyoru! Nyaruani: Remember My Mr. Lovecraft, phát sóng tại Nhật Bản vào giữa tháng 12 năm 2010 và tháng 2 năm 2011. Một sê-ri anime truyền hình được Xebec phát sóng từ tháng 4 năm 2012. Hai bản manga chuyển thể cũng được sản xuất.

## Xuất bản

### Danh sách tập truyện
| #  | Ngày phát hành    | ISBN              |
| -- | ----------------- | ----------------- |
| 1  | 15 tháng 4, 2009  | 978-4-7973-5414-0 |
| 2  | 15 tháng 7, 2009  | 978-4-7973-5540-6 |
| 3  | 15 tháng 10, 2009 | 978-4-7973-5635-9 |
| 4  | 16 tháng 3, 2010  | 978-4-7973-5801-8 |
| 5  | 15 tháng 8, 2010  | 978-4-7973-6148-3 |
| 6  | 16 tháng 12, 2010 | 978-4-7973-6292-3 |
| 7  | 16 tháng 4, 2011  | 978-4-7973-6407-1 |
| 8  | 17 tháng 10, 2011 | 978-4-7973-6644-0 |
| 9  | 16 tháng 4, 2012  | 978-4-7973-6891-8 |
| 10 | 17 tháng 10, 2012 | 978-4-7973-7186-4 |
| 11 | 16 tháng 4, 2013  | 978-4-7973-7333-2 |
| 12 | 17 tháng 3, 2014  | 978-4-7973-7424-7 |